# Mizzi Günther

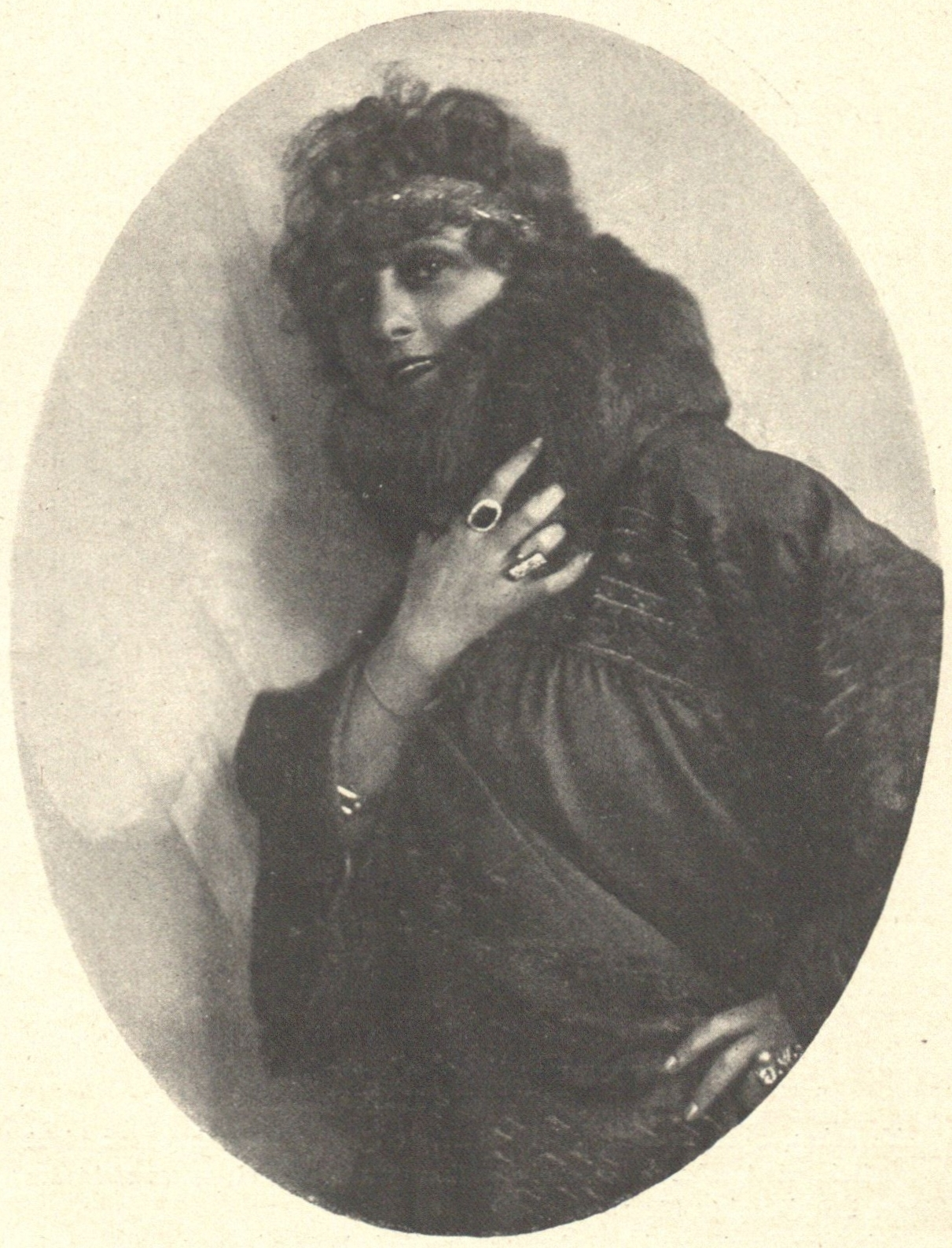
Mizzi Günther, 1918

Mizzi Günther (* 8. Februar 1879 in Warnsdorf; † 18. März 1961 in Wien) war eine österreichische Opern- und Operettensängerin (Sopran) sowie Theaterschauspielerin.

## Leben
Aufgewachsen ist Mizzi Günther in Reichenberg. Ihre Ausbildung erhielt sie unter anderem durch ihren späteren Ehemann A. Fischer. Ihr Debüt gab sie vermutlich 1897 am Sommertheater in Prag. Im selben Jahr trat sie am Theater von Hermannstadt auf, wo sie zwei Jahre blieb. Verheiratet war sie auch mit Fred Hennings.
Ihre nächsten Bühnenstationen waren das Operettentheater Venedig in Wien, Teplitz und Karlsbad. 1901 wurde sie an das Carltheater in Wien engagiert. Dort gab sie ihr Debüt als Mimosa in Die Geisha. Ihren ersten großen Erfolg feierte sie am 9. März 1901 bei der Uraufführung der Operette Die drei Wünsche von Carl Michael Ziehrer. 1903 bereiste sie mit dem Ensemble des Carltheaters Russland. Im Jahr 1905 spielte sie in der Uraufführung der Lustigen Witwe die Hanna Glawari.
In den folgenden Jahren galt Mizzi Günther im Fach der Soubrette als führende Operettensängerin Wiens. Sie sang und agierte am Theater an der Wien, an der Volksoper Wien, am Johann Strauß-Theater, Wiener Bürgertheater, Apollotheater und Raimundtheater. Sie wirkte bei folgenden Uraufführungen mit:
- 25. Oktober 1901: Das süße Mädel von Heinrich Reinhardt, Carltheater
- 20. Dezember 1902: Der Rastelbinder von Franz Lehár, Carltheater
- 10. Dezember 1904: Der Schätzmeister von Carl Michael Ziehrer, Carltheater
- 20. Januar 1904: Der Göttergatte von Franz Lehár, Carltheater
- 30. Dezember 1905: Die lustige Witwe von Franz Lehár, Theater an der Wien
- 2. November 1907: Die Dollarprinzessin von Leo Fall, Theater an der Wien

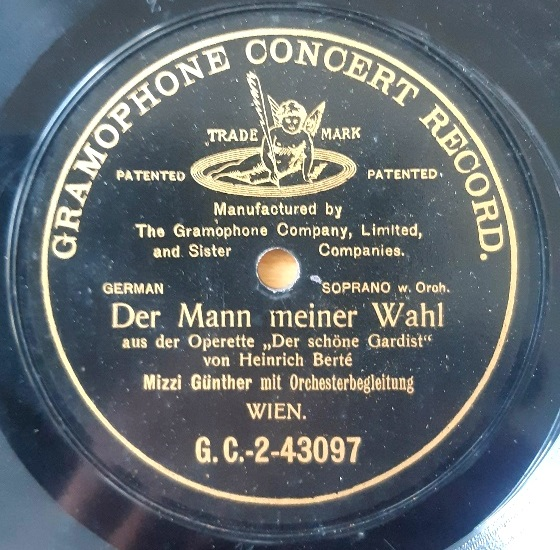
Schallplatte von Mizzi Günther (Wien 1908)

- Schallplatte von Mizzi Günther (Wien 1908)21. Januar 1908: Der Mann mit den drei Frauen von Franz Lehár, Theater an der Wien
- 7. Oktober 1909: Das Fürstenkind von Franz Lehár, Johann Strauß-Theater
- 24. November 1911: Eva von Franz Lehár, Theater an der Wien
- 23. November 1912: Der kleine König von Emmerich Kálmán, Theater an der Wien
- 1. Oktober 1913: Die ideale Gattin von Franz Lehár, Theater an der Wien
- 30. November 1914: Endlich Allein von Franz Lehár, Theater an der Wien
- 17. November 1915: Die Csárdásfürstin von Emmerich Kálmán, Johann Strauß-Theater
- 21. September 1917: Die Faschingsfee von Emmerich Kálmán, Johann Strauß-Theater
- 21. Dezember 1931: Schön ist die Welt, Neufassung von Endlich allein, Theater an der Wien
- 30. April 1941: Der Reiter der Kaiserin von August Pepöck, Raimundtheater

Ihre größten Erfolge hatte sie als Hanna Glawari in Die lustige Witwe, in der sie weit über tausendmal in Wien sowie auf Gastspielen unter anderem in London und Paris zu hören war. Weitere Rollen waren Rosalinde in Die Fledermaus, Bertha in Die Landstreicher von Carl Michael Ziehrer, Flametta in Boccaccio von Franz von Suppè und Harriet in Der arme Jonathan von Carl Millöcker.
In den späteren Jahren war Günther, an der außer ihrer Stimme auch ihre temperamentvolle darstellerische Leistung gelobt wurde, vor allem als Schauspielerin aktiv. Zuletzt war sie mit Kammerschauspieler Fred Hennings verheiratet. Noch 1950 bis 1952 war sie als Gast der Wiener Staatsoper mehrmals zu hören. Sie war Ehrenpräsidentin der Wiener Lehár-Gesellschaft. Im Jahr 1955 wurde sie im Rahmen einer Jubiläumsaufführung der Lustigen Witwe in der Wiener Volksoper gefeiert.
Ihre letzte Ruhestätte befindet sich in einem Ehrengrab auf dem Wiener Zentralfriedhof (verehelicht Maria Pawlowski, Gruppe 33E, Reihe 17, Nummer 22).
Im Jahr 2016 wurde in Wien-Floridsdorf (21. Bezirk) der Mizzi-Günther-Weg nach ihr benannt.